# 670
Năm 670 là một năm trong lịch Julius.

## Mất
059 3735287